# Joan Baptista Coratjà

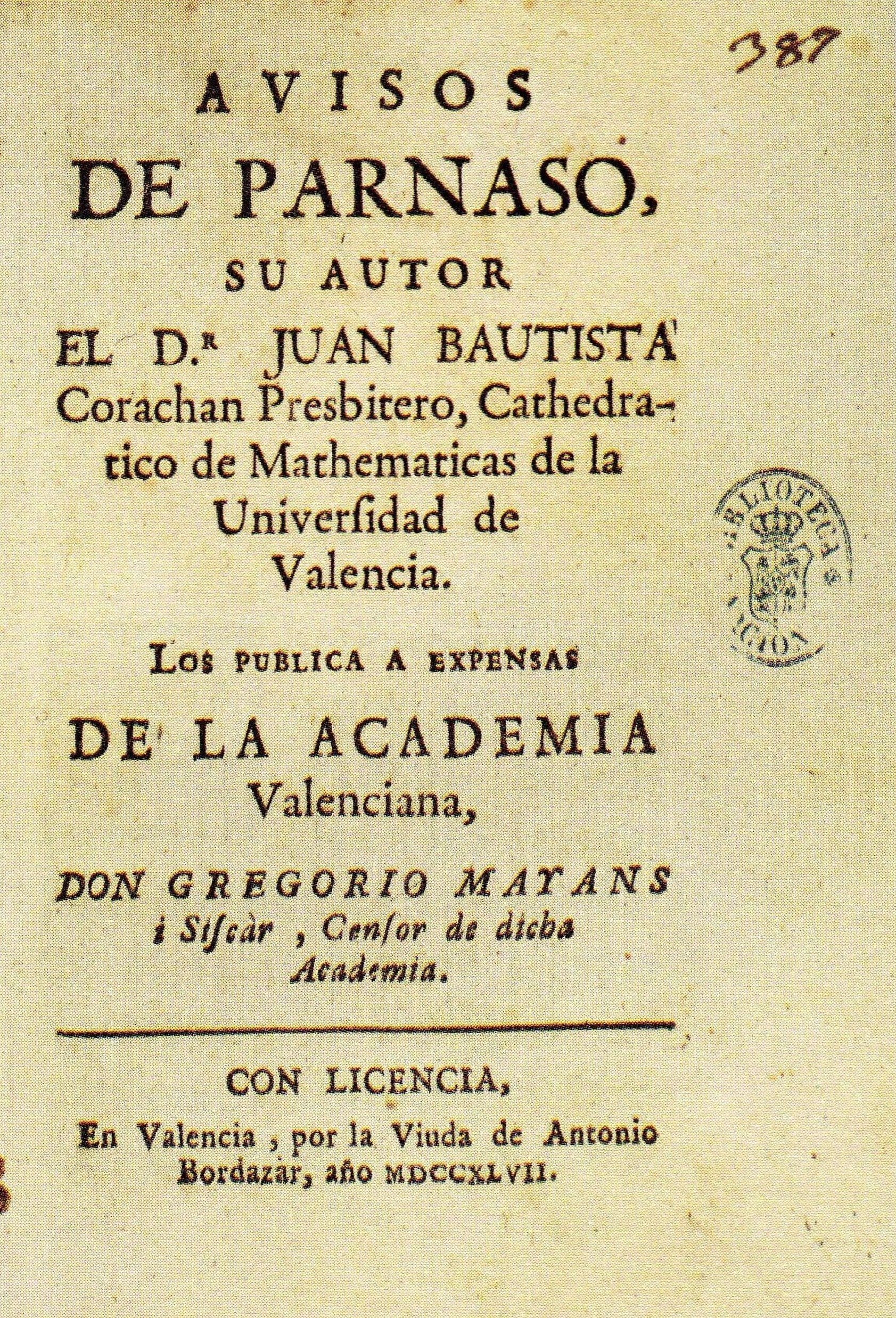
Avisos del Parnaso, editada per Gregori Maians i Siscar el 1747

Joan Baptista Coratjà o Juan Bautista Corachán (València, 1661 - 1741), fou un matemàtic, físic, astrònom i científic valencià, formant part del grup dels novatores o preil·lustrats.
Es va doctorar en teologia per la Universitat de València. Va estudiar matemàtiques; publicà abans dels vint anys el llibre Ameno y deleitable jardín de Mathemáticas. La seua curiositat el va portar a estudiar astronomia i física. Va participar de les tertúlies i acadèmies (com l'Acadèmia matemàtica), que es reunien en cases d'algun noble mecenes, com la del sacerdot Baltasar Íñigo i d'altres, on coincidí amb el també novator Tomàs Vicent Tosca. Va mantindre una relació d'amistat amb el matemàtic i astrònom jesuïta Josep Zaragoza, expert en cometes. L'any 1696 va aconseguir la càtedra de Matemàtiques de la Universitat de València, una de les pitjors pagades; des d'aquest càrrec, va intentar engegar una reforma de l'ensenyament científic de l'antiquat Estudi General. Va traduir els primers fragments de Descartes al castellà i va anar introduint les noves idees científiques al país, citant en els seus manuscrits Copèrnic i Tycho Brahe. Va escriure un tractat d'Hidrometria i va assessorar sovint a la Fàbrica de Murs i Valls, entitat encarregada dels treballs de drenatge urbà i del manteniment del caixer del riu Túria com a defensa de les riuades. Fou una de les figures més destacades entre el moviment dels novatores. Es jubilà el 1720.

## Obres
De Coratjà es conserven, autògrafes i manuscrites, les seues Dissertationes Physico-Mathematicae i Dissertationes ex Physico-Mathematica, així com l'informe Apuntamientos para las Constituciones que se han de hazer en la insigne Universidad de Valencia en lo tocante a las Matemáticas. De les seues obres es van imprimir: Arithmetica demonstrada theorico-practica, para lo mathematico y mercantil (València, Jaume de Bordazar, 1699, reimpresa a Barcelona, Joan Piferrer, 1719); aquest és un curs que conté des d'operacions elementals fins a progressions i combinatòria, a més s'acompanya d'un Apéndice amb una col·lecció de jocs i endevinalles matemàtiques "donde hallará el que desto gustare en que entretener su apetito".
D'obres pòstumes, existeixen Avisos del Parnaso, escrita el 1690, no es va publicar fins a 1747 gràcies a Gregori Maians. En aquesta es divulga en castellà (no en llatí) diversos aspectes dels nous corrents científics i inclou un fragment del Discurs del mètode de Descartes: és la primera traducció d'aquest filòsof i matemàtic del racionalisme a Espanya; també pòstumament es va publicar la seua obra Mathesis sacra.